# Žalobci
Žalobci (2003, The Accusers) je historický detektivní román anglické spisovatelky Lindsey Davisové. Jde o patnáctý díl dvacetidílné knižní série, odehrávající se v antickém Římě za vlády císaře Vespasiana. Jejím hlavním hrdinou je soukromý informátor (vlastně soukromý detektiv) Marcus Didius Falco, který je také vypravěčem románu.

## Obsah románu
Román se odehrává v období od podzimu roku 75 do jara roku 76 v Římě. Falco se po náročném vyšetřování v Británii vrací se svou rodinou domů. Protože se na něho po šesti měsících nepřítomnosti jako na informátora poněkud pozapomnělo, vezme podřadnou zakázku, týkající se opatřování dokumentů k procesu, vedenému s patricijem Rubiriem Metellusem. Ten se podle obžaloby, vedené bývalým konzulem Siliem Italicem (jde o skutečnou historickou postavu) provinil zneužitím úřadu. Kromě toho byl s ohledem na škrty ve státním rozpočtu zrušen Falconův úřad prokurátora posvátné drůbeže.
Metellus byl skutečně odsouzen a byla mu uložena citelná pokuta. Dva týdny nato je však nalezen mrtev. Silius si najme Falcona, aby dokázal, že jde o vraždu, kterou spáchal Metellusův syn Negrinus. Sebevražda by totiž zbavila Metellusovy potomky povinnosti platit pokutu, vyměřenou soudem. V případě vraždy by žalobce shrábl z pokuty tučnou odměnu. Žalobu proti Negrionovi se rozhodne vést rovněž bývalý konzul (a rovněž historická postava) Gaius Paccius Africanus společně se Siliem. Oba se dopouštějí při vedení žaloby různých machinací.
Falco s pomocí své chytré manželky Heleny a jejích dvou poněkud nepraktických bratrů případ postupně rozplétá a opět zjišťuje, že zločiny v urozených kruzích jsou stejně bezohledné, jako ty v římském podsvětí. Je dokonce obžalován z bezbožnosti a obvinění je staženo až na zásah císařova syna Tita, díky čemuž získá od Silia a Paccia slušné odškodné.

## Česká vydání
- Žalobci (Praha: BB/art 2010), přeložila Petra Andělová.